# لارس-بورژه اریکسون
لارس-بورژه اریکسون (انگلیسی: Lars-Börje Eriksson؛ زادهٔ ۲۱ اکتبر ۱۹۶۶) اسکی‌باز آلپاین اهل سوئد است